# Tipsport Hockey Cup
Tipsport Hockey Cup – cykliczne, krajowe pucharowe rozgrywki klubowe w hokeju na lodzie w Czechach.
Pierwotnie zostały stworzone pod nazwą Zepter Hockey Cup w 2000. Administratorem jest czeski związek hokeja na lodzie (CSLH). W 2007 reaktywowano je pod nazwą Tipsport Hockey Cup i rozgrywano do 2010.

## Triumfatorzy
- 2000: HC Czeskie Budziejowice
- 2001: Sparta Praga
- 2002: HC Litvínov
- 2003: Orli Znojmo
- 2007: HC Pardubice
- 2008: HC Kometa Brno
- 2009: Sparta Praga
- 2010: HC Pilzno 1929